# 남동타워
남동타워(영어: Namdong Tower)는 대한민국 인천광역시 남동구 논현고잔로에 위치한 지역난방 시설의 굴뚝을 이용해 전망대와 레스토랑을 설치한 건축물이다. 남동타워는 대단위 개발사업이 이루어지고 있는 논현2지구 집단에너지시설 내에 있다. 일반인에게 2009년 1월에 정식으로 개방하였다.
건설비 108억 5100만원, 최고 높이 122m, 연면적 999,5m2 세워진 남동타워는 대한주택공사가 기부채납형식으로 건설하였다. 운영을 맡은 남동구는 타워 운영을 위한 조례를 만들어 관리하고 있다.
남동타워는 인천광역시 남동구의 상징물이 되었을 뿐만 아니라 건물내에 수영장도 같이 있어 지역 구민들의 주요 여가시설로도 활용되고 있다.

## 역사
굴뚝이 2005년에 부분 준공되었고 2007년에 준공되었다. 이후 기부채납되고 남동타워에 홍보관, 전망대 등이 들어서고 2009년에 완공되었고 이 타워로 개방하였다. 완공 당시 건축물 이름은 남동타워다. 완공 후 인천광역시에서 가장 높은 탑이 되었다.

## 높이
높이 122m이다. 완공 당시 인천광역시에서 가장 높은 탑이 되었다. 남동타워가 완공되기 전에는 인천광역시에서 가장 높은 탑이 없었고 높은 굴뚝이었다. 남동타워가 완공된 후에는 인천광역시에서 가장 높은 탑이 되었다. 현재 인천광역시에서 가장 높은 탑이다.

## 특징
야간에는 타워에 조명시설이 켜지면서 색색으로 빛나며, 속초 엑스포타워 못지 않은 야경을 자랑한다. 그리고 봄에는 남동과 함께다.
1층에는 참여관으로 기업홍보관과 함께 있다. 남동공단에서 생산하는 각양각색의 제품들이 전시되어 있어서 남동구의 산업품에 대한 홍보 효과도 보고 있다. 2층에는 미래관으로 전망대와 시정구정홍보관, 관광명소 안내, 유물 유적지에 대한 안내도 있어서 교육적 측면에서도 가족나들이로 적당한 곳이다. 문화예술전시관에는 서예작품과 그림과 시화들이 전시되어 있다. 2층이라고는 하지만 98m 높이에 있는 고공 2층이기 때문에 올라가려면 무료 개방을 하기 전에는 입장권을 사야했다. 전망대로 약 100미터를 올라가는 엘리베이터는 외부가 보이는 개방형이다. 3층에는 식사를 하면서 사방의 경관을 다 볼 수 있는 회전식의 구조로 되어 있다. 주말을 제외한 평일 점심은 10000원 정도의 점심특선도 있다.

## 내부 시설
전망대 등이 있다.
| 층수 | 시설                                           |
| ---- | ---------------------------------------------- |
| 3층  | 레스토랑                                       |
| 2층  | 미래관: 전망대, 시정구정홍보관, 문화예술전시관 |
| 1층  | 참여관: 고사리갤러리, 기업홍보관               |

## 같이 보기
- 대한민국의 마천루 목록
- 인천광역시의 마천루 목록
- 83타워
- N서울타워
- 부산타워
- 양산타워
- 99강원국제관광엑스포상징탑
- 경주타워